# 洛寧OL
洛寧OL（英語：Loening OL）是一款由格羅弗·洛寧為美國陸軍航空兵團和美國海軍研製的雙座兩棲雙翼飛機。

## 發展
OL於1923年首飛，是一款高性能兩棲飛機，擁有大型單體機身，每個下翼下方均安裝有穩定浮筒。起落架可透過駕駛艙內的手搖曲柄進行伸縮，飛機還配備了尾橇，以便在陸地上運行。它有一個可供兩名機組人員乘坐的串聯開放式駕駛艙。這架飛機可以從任一駕駛艙駕駛，前座艙有一個輪式控制器，後座艙有一個可拆卸的操縱桿控制器。導航和引擎儀表位於前駕駛艙內。
船體部分由杜拉鋁製成，並安裝在木框架上。該機有五個水密艙，透過選擇開關連接到後座艙的艙底泵。每個隔間底部有塞子，使其能向地面排水。並且機身直接安裝在船體頂部。該飛機在哥倫比亞大學進行了強度測試。
美國陸軍航空兵團訂購了四架XCOA-1原型機，裝配Liberty V-1650-1發動機，發動機倒置安裝，以便與三葉可變螺距鋼螺旋槳保持間隙。該引擎配備了滅火灑水系統，並被封裝在流線型整流罩中，以保護其免受海水的影響。機身油箱中的油通過暴露在整流罩頂部滑流中的螺旋銅管進行冷卻。油箱安裝在船體內部，機翼下方有一個140加仑（530升）的汽油箱，駕駛艙之間有一個60加仑（230升）的備用汽油箱，能提供約十小時飛行所需的總燃料容量。
該機型為陸軍以及海軍推出了許多變體。在後來該公司與基斯通飛機公司合併。
目前尚存一架OA-1A「舊金山號」(英語：San Francisco)展示於維吉尼亞州尚蒂利的美國國家航空太空博物館史蒂文·烏德沃爾哈齊中心。舊金山號參加了1926年至1927年穿越墨西哥、中美洲和南美洲的泛美親善航班。舊金山號於1927年被捐贈給史密森尼學會，並於1964-1965年修復。1977年至2006 年間，它被借給位於俄亥俄州代頓的美國空軍國家博物館。

## 型號

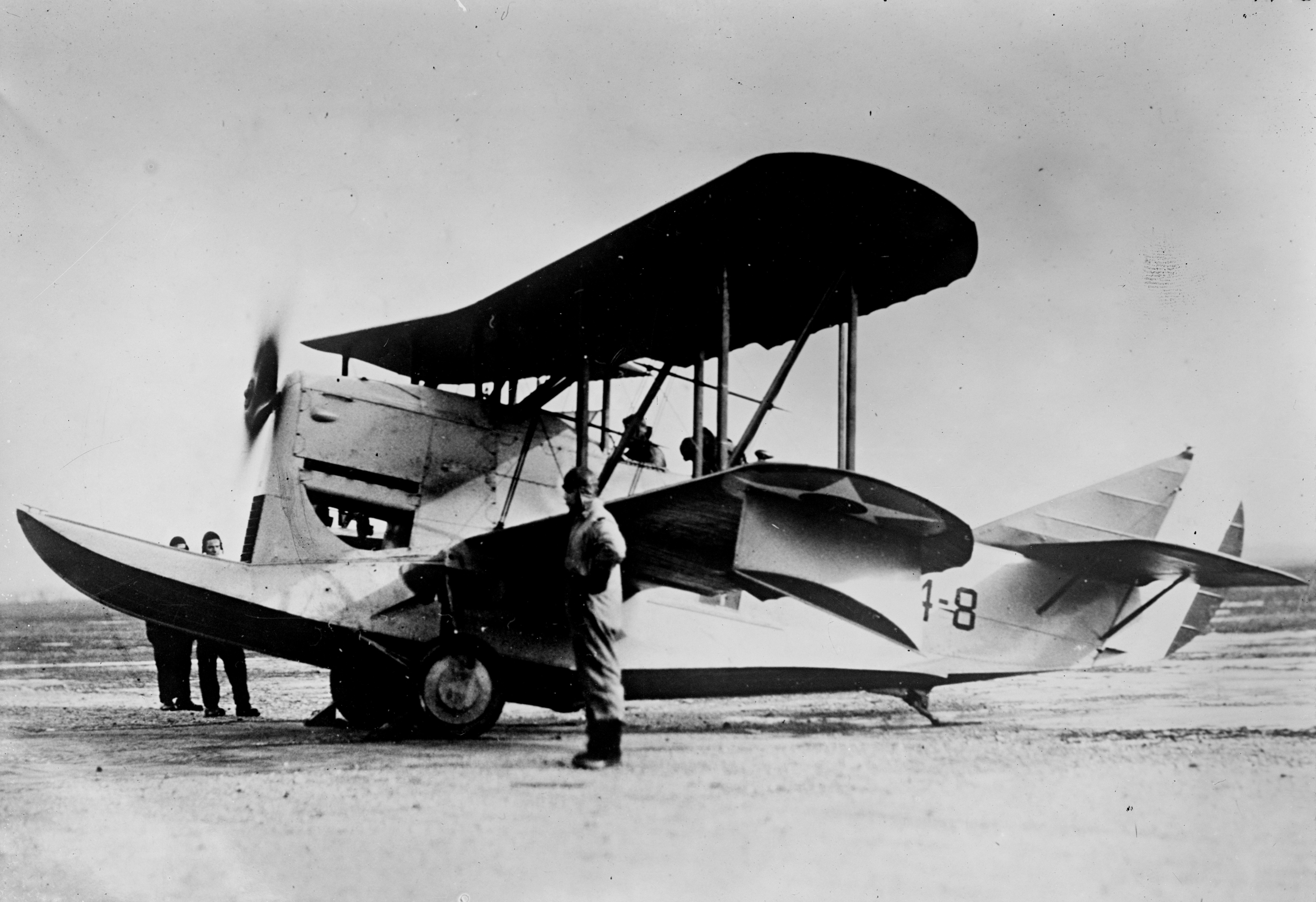
美國海軍的OL-1A

XCOA-1
配備V-1650-1發動機的原型機，共四架，其中三架後來更名為COA-1
COA-1
為美國陸軍航空兵團提供的三架原型機和九架量產版本
OA-1A
陸軍的量產版本，採用重新設計的垂直尾翼，並裝配水冷Liberty V-12發動機，共生產15架
XOA-1A
原型機，帶有單個可伸縮主輪和安裝在機翼浮筒上的滑橇，倒置裝配V-12萊特颱風發動機，共一架並在1929年交付之前重新命名成XO-10
OA-1B
配備水冷式V-1650-1引擎的OA-1A，共9架
OA-1C
重新設計了尾翼和方向舵的OA-1B，共10架
OA-2
配備萊特IV-1460-1發動機的OA-1C，改裝後尾翼，前向射擊機槍移至左上翼，共8架
XO-10
一架在交付美國陸軍之前被重新命名的XOA-1A
OL-1
裝配Packard 1A-1500發動機的海軍版本，帶有第三座艙，有兩架原型機
OL-2
類似COA-1的海軍版，共生產5架
OL-3
裝配Packard 1A-1500並有其他改動的OL-1，共4架
OL-4
V-1650-2發動機的OL-3，共6架
OL-5
1926年為美國海岸防衛隊建造的版本，共3架。
OL-6
具有與OA-1C一樣具有重新設計的垂直尾翼的OL-3，共 28 架
XOL-7
一架配備實驗性加厚機翼的OL-6
XOL-8
一架改裝了Pratt & Whitney R-1340-2發動機的OL-6
OL-8
配備兩個駕駛艙和R-1340-4發動機的XOL-8，共生產20架
OL-8A
裝有煞車裝置的OL-8，共生產20架
OL-9
更換了設備的OL-9，共生產26架
XO2L-1
OL-6的改良版本，僅1架原型機
XO-37
OA-2的改良版本，計畫隨後取消

## 參考

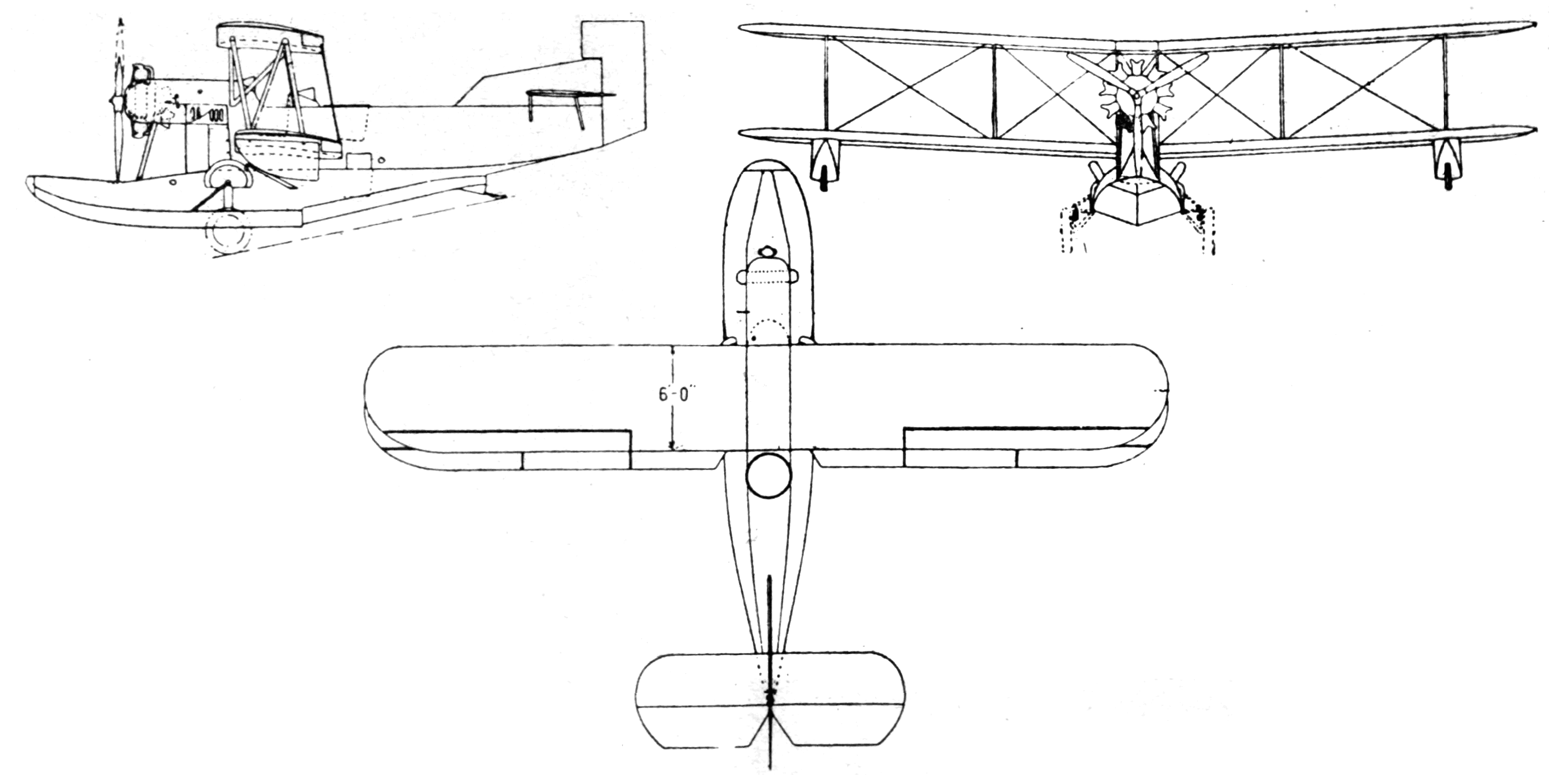
Loening OL-8 三视图，来自L'Air January ，1928年1月15日

## 外部連結
维基共享资源上的相關多媒體資源：洛寧OL